# NGC 1671
NGC 1671 is een lensvormig sterrenstelsel in het sterrenbeeld Orion. Het hemelobject werd op 2 oktober 1886 ontdekt door de Amerikaanse astronoom Lewis A. Swift.

## Synoniemen
- IC 395
- PGC 16095
- UGC 3178
- MCG 0-13-15
- ZWG 394.16